# Lưu Trình Cường
Lưu Trình Cường (giản thể: 刘程强; phồn thể: 劉程強; bính âm: Liú Chéngqiáng; phiên âm Latin: Low Thia Khiang), sinh năm 1956, là một chính trị gia và là một thương gia quốc tịch Singapore. Ông cũng là Tổng bí thư của Đảng Công nhân Singapore và kể từ năm 1991 là đại biểu của Quốc hội Singapore (Member of Parliament - MP), đại diện cho các cử tri khu vực Hậu Cảng.
Lưu hiện là một trong hai đại biểu quốc hội đối lập được dân bầu trong quốc hội Singapore hiện nay (người kia là Chiêm Thời Trung thuộc Liên minh Dân chủ Singapore).

## Tiểu sử
Thuở nhỏ, Lưu tham gia học tại trường trung học cơ sở Liu Teck và Trường Trung học phổ thông Trung Chính, sau đó ông theo học ngành Trung văn và Hành chính tại Đại học Công nghệ Nam Dương. Năm 1981 ông tốt nghiệp cử nhân Khoa học Xã hội và Nhân văn hạng ưu tú của ngành Nghiên cứu Văn hóa Trung Hoa tại Đại học Quốc gia Singapore. Năm 1982 ông hoàn tất một chứng chỉ về Giáo dục và hành nghề giáo trong vòng vài năm trước khi đứng ra bỏ vốn kinh doanh.
Lưu gia nhập Đảng Công nhân Singapore vào năm 1982 và được bổ nhiệm chức Bí thư phụ trách tổ chức Đảng. Trong đợt bầu cử năm 1984 ông là phụ tá cho Tổng bí thư J.B. Jeyaretnam, trong chiến dịch ứng cử thành công của Jeyaretnam tại khu vực bầu cử Anson.
Năm 1988, Lưu Trình Cường đại diện cho Đảng Công nhân Singapore trong một cuộc tranh luận trên truyền hình với đối thủ là Lý Hiển Long và Vương Đỉnh Xương đại diện cho Đảng Nhân dân Hành động cầm quyền, với chủ đề về việc liệu có nên tổ chức một cuộc bầu cử Tổng thống Singapore hay không. Trong kì bầu cử quốc hội năm đó, nhóm tranh cử của Lưu Trình Cường, Gopalan Nair và Lâm Lai Thuận tham gia tranh cử tại khu vực bầu cử Tiong Bahru và đứng vị trí thứ nhì với 43,3 % số phiếu ủng hộ.
Năm 1991, với tư cách là phó Tổng bí thư của Đảng Công nhân Singapore, Lưu tham gia tranh cử tại khu vực Hậu Cảng và giành chiến thắng. Năm sau (1992), Lưu được thủ tướng Ngô Tác Đống bổ nhiệm vào Hội đồng Thanh tra Vật giá. Sau một năm nghiên cứu tình hình kỹ lưỡng, Lưu quyết định trình lên một bản báo cáo độc lập, với nội dung và quan điểm có nhiều nét khác so với các thành viên còn lại của Hội đồng.
Năm 1997, Lưu tiếp tục được bầu làm đại biểu quốc hội của khu vực Hậu Cảng. Đến năm 2001, ông trở thành Tổng bí thư Đảng Công nhân Singapore thay thế cho J. B. Jeyaretnam lúc này đã từ nhiệm. Cùng năm, ông đánh bại Eric Lưu Tích Minh trong cuộc bầu cử quốc hội tại khu vực Hậu Cảng và giữ vững ghế đại biểu quốc hội của mình tại đây. Trong cuộc Tổng tuyển cử tại Singapore năm 2006, Lưu Trình Cường lại tiếp tục đánh bại Eric Lưu Tích Minh với số phiếu 62,74% (trong khi Eric Lưu chỉ giành được 37,26%, tụt 7,76% so với lần trước). Từ năm 1991 đến 2011, chỉ có Lưu Trình Cường và Chiêm Thời Trung là hai đại biểu thuộc đảng đối lập trúng cử đại biểu quốc hội Singapore.
Trong cuộc Tổng tuyển cử Singapore, 2011, Lưu Trình Cường lãnh đạo Đảng Công nhân Singapore giành một thắng lợi lớn khi giành được 8 ghế quốc hội, trong đó nhóm do Lưu lãnh đạo giành được thắng lợi ở khu vực bầu cử nhóm đại biểu (GRC) Aljunied. Đây là lần đầu tiên một đảng đối lập giành được thắng lợi ở một GRC và điều này mang lại thêm tổng cộng 5 ghế cho Đảng Công nhân Singapore.
Hiện Lưu Trình Cường đã lập gia đình, có hai con trai và một con gái.

## Chức vụ hiện tại
- Tổng bí thư Đảng Công nhân Singapore
- Chủ tịch Ủy ban khu vực bầu cử Hậu Cảng (HGCC)
- Chủ tịch Hội đồng thị xã Hậu Cảng (HGTC)